# Vermillon
Pour les articles homonymes, voir Vermillon (homonymie), Vermilion et Vermillion.

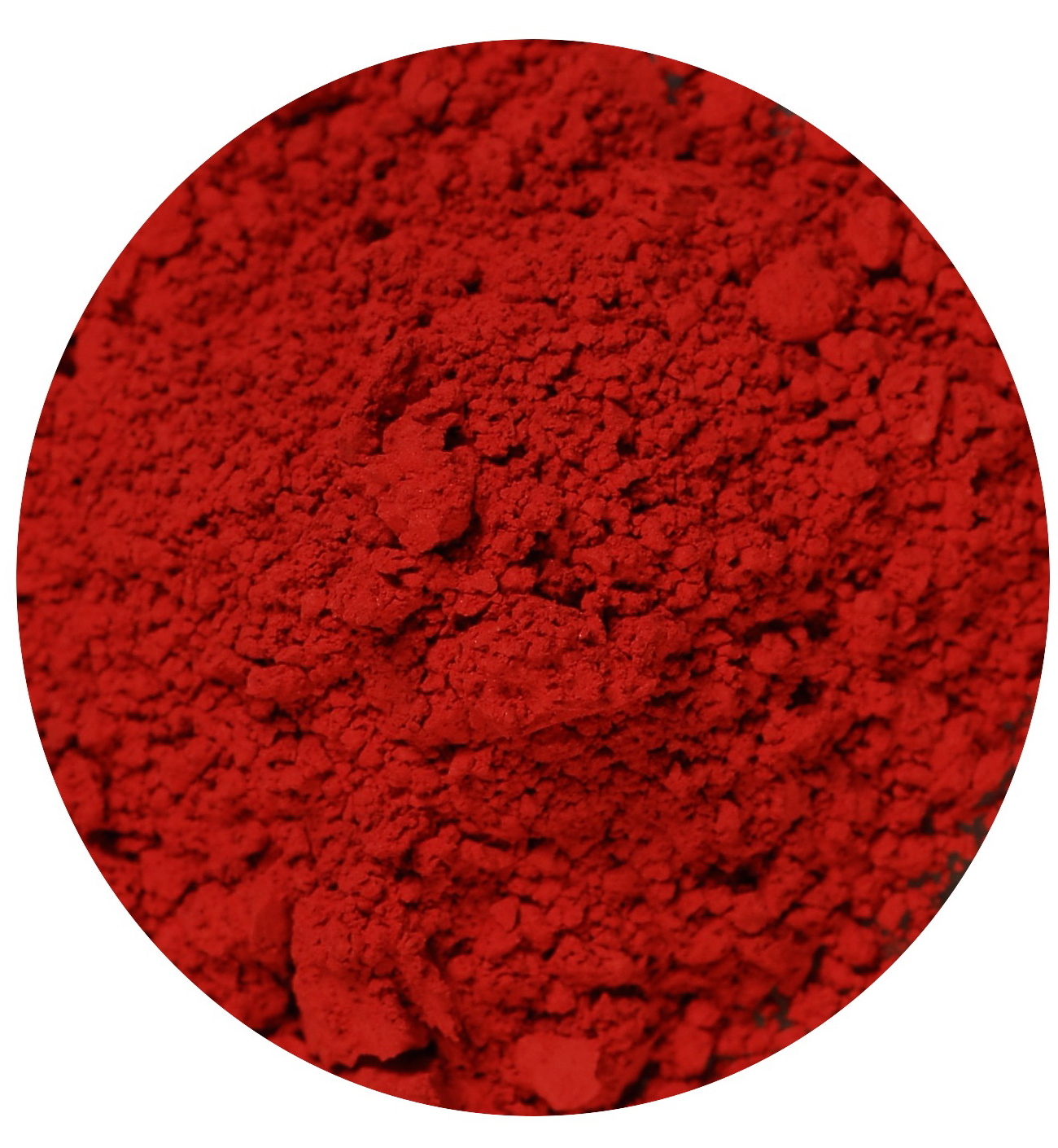
Le pigment de vermillon

Le vermillon est une couleur rouge vif tirant sur l'orangé, du nom d'un pigment à base de sulfure de mercure(II) HgS α.
Son nom est tiré du français vermeil, terme utilisé pour désigner un rouge éclatant, légèrement plus foncé que l'incarnat et tirant sur le rouge cerise, qui lui-même vient du latin vermiculus, une teinture carmin obtenue à partir de la cochenille Kermes vermilio parasite du chêne Kermès.
Le vermillon est la forme synthétique du pigment de cinabre, tiré d'un minéral – le cinabre – assez difficile à trouver dans la croûte terrestre. Il est référencé au Colour Index comme PR106. Sa toxicité l'a fait retirer du commerce.
Le vermillon d'antimoine, apparu au XIXe siècle pour frauder le vermillon véritable (de mercure), est une variante plus terne, fabriquée à partir du sulfure rouge d'antimoine. Il porte le numéro PR107 au Colour Index.

## Propriétés
Le vermillon a une structure cristalline trigonale. Le mercure a tendance à former seulement deux liaisons fortes comme dans les halogénures. Le groupe de recouvrement est C312 ou P3121. La maille contient trois molécules de HgS. La cellule élémentaire a pour dimensions : a=4,160 ou 4,15 ou 4,14 Å pour c=9,540 ou 9,51 ou 9,49 Å selon les auteurs. Chaque atome de mercure est entouré de six atomes de soufre.
Le vermillon comme le cinabre est un semi-conducteur.
Le pigment est inodore, insipide, insoluble dans l'eau, l'alcool, l'éther et les huiles.
Le vermillon est rarement solide. Il tend à noircir sous l'effet de la lumière La cause de ce noircissement est mal connue ; elle a fait l'objet de plusieurs études. Le noircissement provient d'impuretés chlorées ou de l'action d'halogènes.

### Toxicité
La toxicité à terme du cinabre et du vermillon est reconnue depuis le XVIIIe siècle. Cela n'a pas empêché qu'il serve en Europe de remède contre les maladies vénériennes et notamment contre la syphilis et entre en Chine comme en Inde dans la composition de médicaments. Une étude suggère que le cinabre est moins toxique que les autres formes du mercure. Quoi qu'il en soit, les malheurs qu'a causés le mercure, dont la maladie de Minamata, ont poussé les gouvernements à adopter en 2009 la Convention de Minamata sur le mercure qui en limite l'usage.
Le vermillon est pulvérulent ou se présente sous forme de poudre. L'utilisation de gants permet la protection lors de la manipulation des pigments toxiques, et le port d'un masque comportant un filtre spécial pour le mercure lorsque le pigment est pulvérulent, assorties de lunettes de protection.

## Fabrication

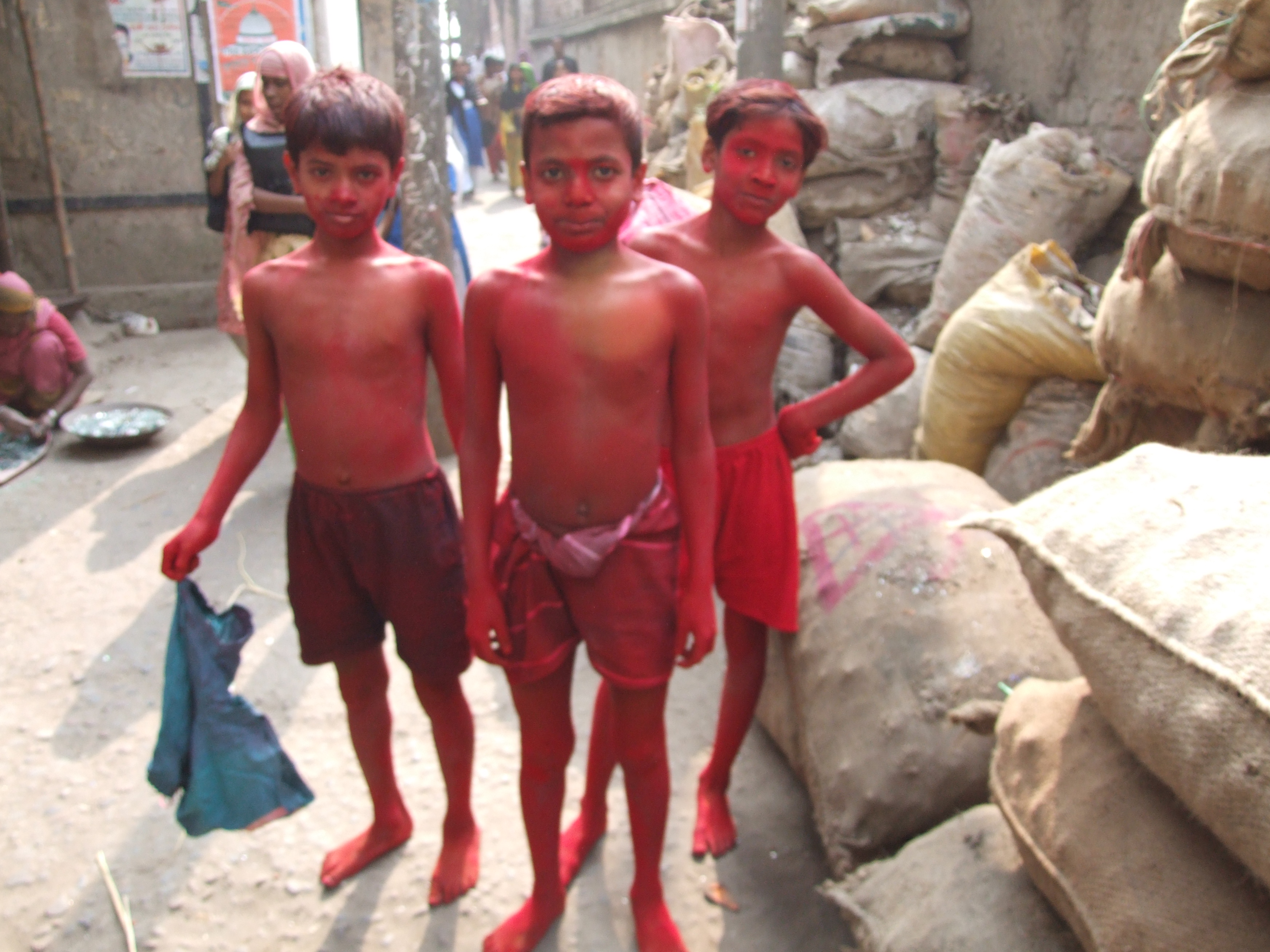
Garçons bangalais à la sortie d'une fabrique de vermillon.

Le vermillon (alpha HgS) est synthètisé (par voie sèche ou humide) à partir de soufre natif (S°, ou S8) et de mercure.
Le vermillon peut être préparé directement par sublimation d'un mélange de mercure et de soufre élémentaire tel que rapporté par Geber pour sa fabrication au VIIIe siècle en Perse. À partir du XVIe siècle, il aurait été fabriqué industriellement à Venise puis en Hollande. Durant le processus, se forme d'abord un sulfure noir puis rouge. Le sulfure noir intermédiaire est amorphe (arrangement désordonné des atomes dans sa structure). Il était autrefois appelé éthiops minéral et produit par combinaison directe du soufre et du mercure par trituration ou chauffage. 
Actuellement, le sulfure de mercure rouge se prépare par réaction de soufre purifié avec le mercure : le sulfure noir de mercure obtenu est ensuite chauffé à 580 °C puis traité avec NaOH ou KOH. On peut également préparer le sulfure de mercure par voie hydrothermale.

## Historique
Les documents manquent et sont souvent imprécis. Les Chinois pourraient être les premiers à avoir découvert comment fabriquer le vermillon par voie sèche au début de notre ère. Une autre tradition veut que ce soit Zosime de Panopolis, savant et alchimiste grec né en Égypte qui au IIIe siècle de notre ère aurait pour la première fois mentionné dans ses écrits, ou découvert que le cinabre était composé de soufre et de mercure. Vers la même époque, le philosophe péripatéticien Théophraste, dans son traité Des Pierres met en avant la qualité du vermillon de l'île de Céos, qu'il dit meilleure que celui de Lemnos et celui de Sinope.
L'alchimiste persan ou arabe Jabir Ibn Hayyan a montré au VIIIe siècle que si le cinabre pouvait se décomposer en ses éléments, on pouvait aussi le fabriquer à chaud avec du soufre et du mercure. Les Arabes seraient donc à l'origine de l'introduction du vermillon en Occident.

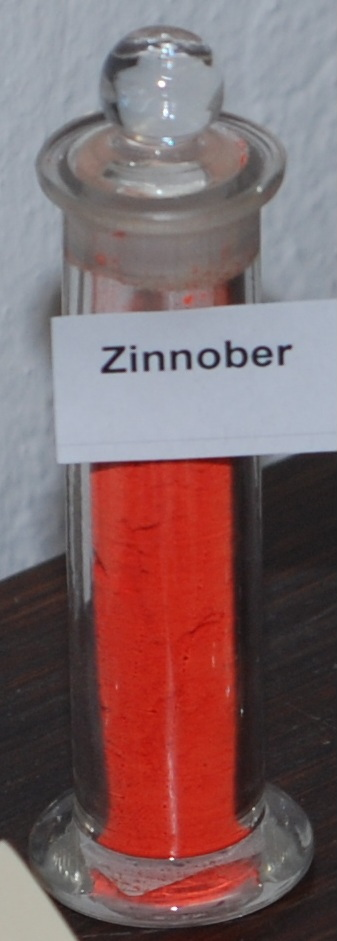
Vermillon, Collection historique de colorant de l'université technique de Dresde (Allemagne)

La découverte de la synthèse du sulfure de mercure fut une innovation majeure du Moyen Âge dans le domaine de l'art. En rendant le vermillon abondant, la palette des peintres s'accroît et d'autres couleurs vives sont requises pour l'harmoniser. L'art de cette période, principalement religieux est riche en vermillon, en feuilles d'or et en bleu outremer, qui sont les trois couleurs principales de la palette médiévale. Le vermillon, de même composition élémentaire que le cinabre, peut être fabriqué presque partout sur de petits creusets, et il est notamment très répandu, entre autres, comme encre rouge dans les manuscrits.

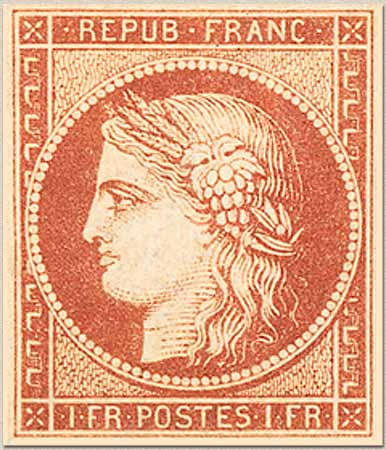
Timbre d'un franc vermillon.

Le moine bénédictin Théophile décrit la fabrication du vermillon à la fin du XIe siècle dans son Schedula diversarum artium. Il faut du soufre qui peut être de trois sortes : noir, blanc ou jaune. Il est rompu sur une pierre sèche et l'on additionne une part égale de mercure. Quand tout est mélangé et déposé dans un flacon de verre luté d'argile de manière à en sceller l'ouverture pour éviter que la fumée ne puisse s'échapper, on le plonge dans les charbons ardents et quand le pot devient chaud, on entend des craquements, c'est le soufre qui s'unit au mercure. Quand le bruit s'arrête, on peut retirer le pot du feu et y prélever le pigment.
La technique décrite par Théophile où le pigment est préparé par synthèse directe à partir du soufre et du mercure, doit résulter en un pigment assez pur, bien que la composition  exacte des trois types de soufre ne soit pas connue.
L'alchimiste Albert le Grand est souvent mentionné comme étant le premier à avoir réalisé la synthèse du sulfure de mercure durant le Moyen Âge. Il connaissait les travaux des écoles arabes et, dans ses traités, il accepte et utilise des travaux de Jabir Ibn Hayyan en y joignant ses propres observations. Selon lui, les métaux sont formés grâce aux mélanges de sulfure et de mercure. Le mercure et le sulfure s'unissent et se combinent dans la terre en durcissant comme un minéral duquel le métal peut être extrait. Il décrit donc la synthèse du vermillon par sublimation d'un mélange de soufre et de mercure.
Les recherches concernant la fabrication du vermillon de synthèse se sont beaucoup développées du XVIIIe siècle au XIXe siècle. À cette époque les Hollandais gardaient jalousement secrets leurs processus de fabrication. Le vermillon anglais avait une très mauvaise réputation car sa couleur s'altérait rapidement. Le pigment naturel cesse d'être commercialisé au XIXe siècle. Le procédé de fabrication du vermillon par voie humide commence à être utilisé en Allemagne au XVIIIe siècle. Au début du XXe siècle, le vermillon est remplacé par les rouges de cadmium (PR108) qui en sont une bonne alternative.

## Substituts
Le pigment de sulfure de mercure étant interdit du fait de sa toxicité, Vermillon désigne, chez les marchands de couleur, des couleurs fabriquées avec les rouges de toluidine PR3, azoïques PR4, Naphtol AS PR9 ou autres pigments.